# Буш, Фриц
Фриц Буш (нем. Fritz Busch; 1890—1951) — немецкий дирижёр.
Родился в семье скрипичного мастера. Семья Фрица Буша была на редкость богата музыкальными талантами — его братьями были скрипач и композитор Адольф Буш, виолончелист Герман Буш, пианист и композитор Генрих Буш, актёр Вилли Буш.
Учился в Бонне у Хуго Грютерса, затем в Кёльне у Фрица Штайнбаха. После окончания учёбы служил в 1909 г. капельмейстером в Риге, затем в немецких городах Бад-Пирмонт и Гота. С 1912 по 1918 год возглавлял оперный театр в Ахене. Затем, до 1922 года, работал капельмейстером в Штутгарте. Отклонив предложение Венской оперы, занял в 1922 году (и до 1933) пост музыкального руководителя Оперы Земпера в Дрездене, где, в частности, под управлением Буша прошли премьеры опер Рихарда Штрауса «Интермеццо» и «Елена Египетская». Выступал также в Берлинской Немецкой опере.
В марте 1933 года, после нескольких стычек с нацистами, в том числе и в театре во время представления, Фриц Буш покинул Германию. Обосновавшись в Англии, он в 1934—1951 гг. возглавлял Глайндборнский оперный фестиваль. Одновременно в 1937—1951 гг. он руководил Датским национальным симфоническим оркестром, а в 1937—1940 гг. ещё и Стокгольмским филармоническим оркестром, в 1945—1950 гг. занимал пост художественного руководителя Метрополитен Опера в Нью-Йорке.
В феврале 1951 года Буш впервые после Второй мировой войны побывал в Германии, однако его планам дальнейшей работы в театрах Германии и Австрии не суждено было сбыться.

## Воспоминания
- Fritz Busch. Aus dem Leben eines Musikers. — Frankfurt am Main, 2001.
- Буш Ф. Из жизни музыканта / Перевод Дж. Далгата. — Л.: Музыка, 1983.